# Tafuna
Tafuna – miasto w Samoa Amerykańskim; na wyspie Tutuila; 14 875 mieszkańców (2010). Największe miasto kraju. Na południe od miasta znajduje się port lotniczy Pago Pago.